# György Luntzer
György Luntzer, później Ligetfalvi (ur. 23 sierpnia 1882 w Bratysławie, zm. 11 marca 1942 w Klużu-Napoce) – węgierski lekkoatleta i zapaśnik walczący w stylu klasycznym. Dwukrotny olimpijczyk z Londynu 1908 i Sztokholmu 1912.  Zajął siódme miejsce w rzucie dyskiem w Londynie 1908 i 21. miejsce w Sztokholmie 1912. W turnieju zapaśniczym w 1908 zajął siedemnaste w wadze półciężkiej. Startował na olimpiadze w 1906.

## Letnie Igrzyska Olimpijskie 1908
| Konkurencja | Eliminacje              | Klas. końcowa |
| Konkurencja | Przeciwnik I            | Miejsce       |
| ----------- | ----------------------- | ------------- |
| 93 kg       | Douwe Wijbrands (NED) P | 17.           |